# Superman (arcade)
Superman é um jogo de arcade lançado pela Taito Corporation em 1988, apresentando o popular personagem da DC Comics, Superman.
O jogador controla o Super-homem, que deve lutar por cinco níveis para salvar o mundo do perverso Imperador Zaas. O primeiro jogador toma o controle do Super-homem azul tradicional, enquanto o segundo jogador toma o controle de um Super-homem vermelho. A aventura começa em Metropolis antes de ir a São Francisco, Las Vegas e Washington, D.C.. O Super-homem é capaz de soco, pontapé e voar. Ele também pode usar uma "Rajada de força"  quando o jogador segura então solta o botão de soco. Há também os objetos nos níveis que ele pode lançar e/ou quebrar. Alguns desses objetos lançam cristais que podem restaurar a energia de Super-homem, permitir que o jogador lance um ataque de projétil sem carregar ou derrote todos os inimigos na tela.
Os quatro primeiros níveis têm três partes - uma parte side scrolling, seguida por uma parte voadora vertically scrolling e uma parte side-scrolling shooter onde o Super-homem usa a visão de calor em vez de dar pontapés e pode destruir ou evitar obstáculos como rochas. Em cada fase, Superman enfrenta supervilões mascarados anônimos, monstros, criaturas de pedra, robôs, mísseis e etc. Cada parte tem um chefe de fase no fim. O nível final, a nave espacial do chefe principal, acrescenta uma seção side-scrolling shooting no começo e um chefe final extra no fim. Através da maior parte do jogo o toca uma versão digital do Tema Principal de Superman (filme).

## Relação com os quadrinhos
Uma relação estranha com os quadrinhos. Superman não pode disparar rajadas de força pelas mãos e o Imperador Zaas não existe nos quadrinhos, embora que a foto dele na apresentação do jogo aparentemente seja baseada numa ilustração de John Byrne. Um Superman vermelho realmente existiu, numa história imaginária publicada em Superman (vol. 1) #162.
Entretanto, Lex Luthor (inominado) aparece 3 vezes como um chefe de fase, dentro de máquinas de destruição; aparentemente também há o Parasita e Metallo como chefes, embora também inominados.